# Strona (affluente del Ticino)
Lo Strona è un torrente della provincia di Varese, affluente di sinistra del Ticino. Nasce tra Casale Litta  e Crosio della Valle e scorre in direzione nordest-sudovest, confluendo nel Ticino presso Somma Lombardo. Attraversa i comuni di Casale Litta, Daverio, Crosio della Valle, Mornago, Vergiate, Arsago Seprio e Somma Lombardo. Lo Strona, dopo il torrente Arno, è il maggior tributario del Ticino a valle del Lago Maggiore.

## Storia
A cavallo degli anni '80 e '90, a causa dell'inquinamento delle falde conseguente alle infiltrazioni nel sottosuolo di una discarica ai tempi installata lungo l'argine destro del torrente, nell'area territoriale di Vergiate e Somma Lombardo, questo torrente subì una drammatica perdita di biodiversità, con la scomparsa pressoché totale di tutte le specie di fauna ittica (vertebrati ed invertebrati) un tempo presenti nello Strona. Dopo la definitiva chiusura di quella discarica (1994), l'Ente Parco Ticino ed un consorzio di bonifica dedicato creato appositamente per il recupero ecologico dell'area, hanno iniziato un lungo e delicato lavoro di risanamento, che a distanza di 20 anni ha iniziato a mostrare i primi importanti risultati. L'acqua del torrente è pian piano tornata ad offrire un ambiente sano e idoneo per i pesci, soprattutto risalenti dal fiume Ticino nella stagione riproduttiva, ma anche esemplari inseriti volutamente a scopo di ripopolamento, ed il torrente è così tornato ad essere un corso d'acqua vivo, popolato da varie specie di pesci, anche se il fenomeno di rilascio di percolato nel sottosuolo all'altezza dell'area della ex discarica non è ancora del tutto esaurito.
Tutta l'area attraversata dal torrente è stata per secoli sede di importanti attività rurali, e le acque dello Strona muovevano un tempo svariati mulini, utilizzati per la macina dei prodotti della terra, mulini le cui vestigia sono ancora in alcuni casi visibili lungo le sponde del torrente. Con l'arrivo della corrente elettrica ad inizio '900 tuttavia, e con il successivo sviluppo industriale, le attività presenti nel territorio sono mutate, subendo importanti decentramenti, e tutta l'area prospiciente il corso d'acqua ha perso di interesse agricolo. Conseguentemente varie attività di cura e preservazione dello Strona, come ad esempio la manutenzione degli argini e la dragatura del fondale, operazioni un tempo affidate ai proprietari dei terreni adiacenti al torrente e quindi eseguite con regolarità, da tempo non vengono più effettuate, anche per via di divieti specifici emanati dall'ente di sorveglianza territoriale. Tutto ciò con il passare degli anni ha contribuito a riportare il torrente e le sue sponde ad un aspetto primordiale e selvaggio.
Le acque dello Strona vengono comunque tuttora utilizzate anche a scopo irriguo (sotto la gestione del consorzio "Irrigazione Strona"), grazie alla presenza di varie rogge derivate dal torrente, la più lunga delle quali (chiamata "Canale Strona") porta le acque del torrente dal territorio di Somma Lombardo fino a quello di Golasecca.

## Ambiente
Le specie attualmente presenti nel torrente sono: gobione, cavedano italico, rodeo amaro, vairone, trota fario e anguilla.